# Свети-Илия
Свети-Илия (хорв. Sveti Ilija) — община с центром в одноимённом посёлке на севере Хорватии, в Вараждинской жупании. Население 544 человека в самом посёлке и 3532 человека во всей общине (2001), в которую кроме Свети-Илии входит ещё 7 деревень. Подавляющее большинство населения — хорваты (99,6 %).

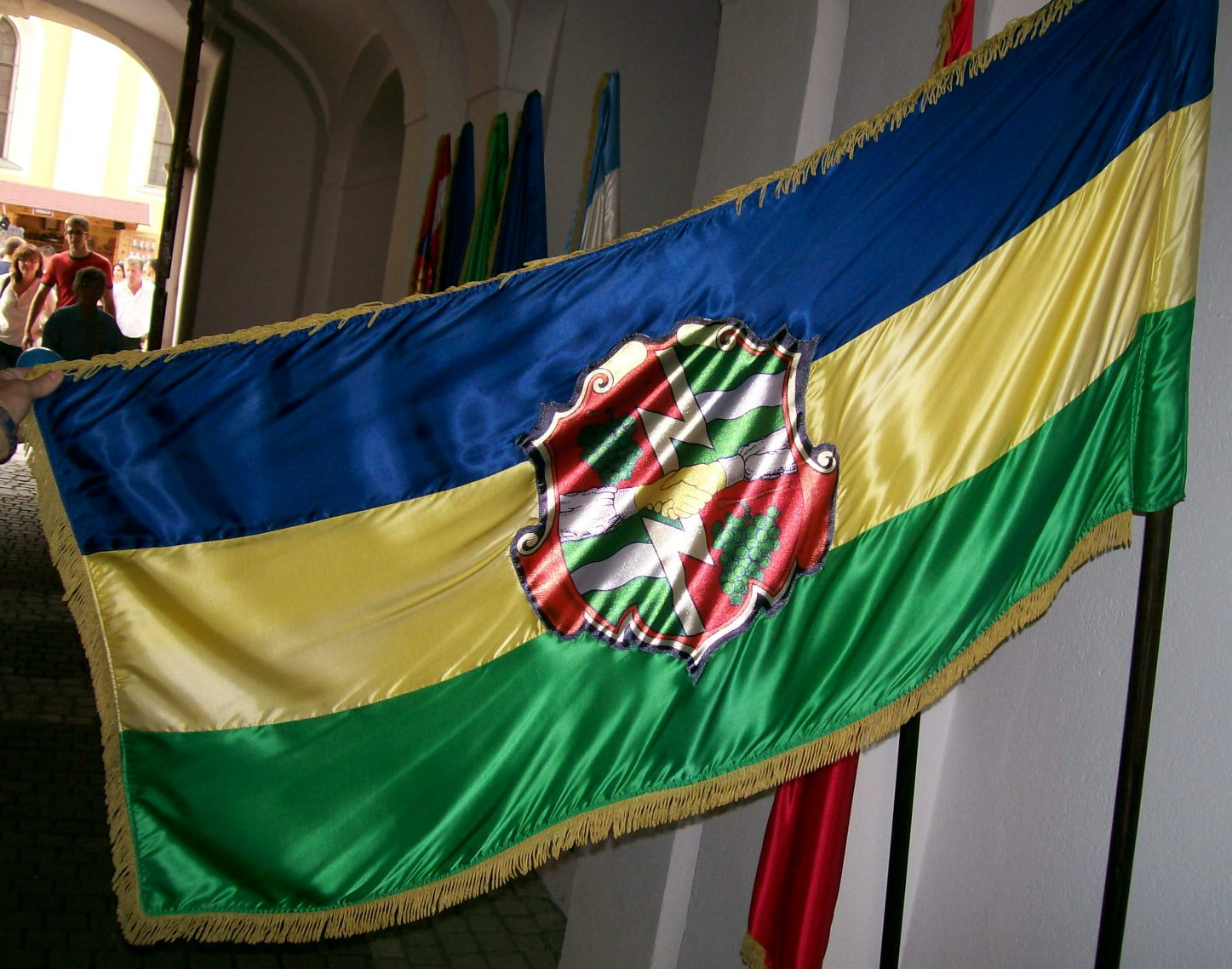
Флаг общины

Свети-Илия находится в пяти километрах к югу от Вараждина. К северу от посёлка лежат сельскохозяйственные угодья, к югу начинаются холмистые предгорья Иваншчицы. В километре к востоку от посёлка проходит шоссе D3, в двух километрах к западу находится посёлок Беретинец.
Название посёлка переводится как «Святой Илья», название происходит от приходской церкви Святого Ильи, построенной в 1914 году на месте более старой церкви 1638 года.